# Benamejí
Benamejí ist eine Gemeinde mit 4.910 Einwohnern (Stand: 2024) in der Provinz Córdoba in Andalusien.

## Geographie
Die Gemeinde grenzt an Alameda, Antequera, Cuevas Bajas, Encinas Reales, Lucena und Palenciana.

## Geschichte
Der Ort ist arabischen Ursprung und wurde im 13. Jahrhundert von Ferdinand III. für die Christen erobert. 1254 wurde sie an den Orden des heiligen Jakob vom Schwert übergeben. 1333 wurde sie von dem Emirat von Grenada zurückerobert und schließlich 1362 von König Peter I. endgültig für die Christen erobert.

## Sehenswürdigkeiten
- Iglesia de la Inmaculada